# Småsporig jordtunga
Småsporig jordtunga (Geoglossum elongatum) är en svampart som beskrevs av Starbäck ex Nannf. 1942. Småsporig jordtunga ingår i släktet Geoglossum och familjen Geoglossaceae.  Arten är reproducerande i Sverige. Inga underarter finns listade i Catalogue of Life.